# 東洋太平洋ボクシング連盟王者一覧
東洋太平洋ボクシング連盟王者一覧は、プロボクシングの東洋一帯を管轄する団体「東洋太平洋ボクシング連盟」（OPBF）が認定する王座の変遷を表した一覧表。正規王座、暫定王座に分けて掲載している。
前身である1977年11月以前の「東洋ボクシング連盟」（OBF）時代、及び、1954年10月27日以前の、同連盟が未設立時代の東洋王者も含む。

## ミニマム級
| 代 | 名前                   | 国籍         | 在位期間                               | 防衛回数 |
| -- | ---------------------- | ------------ | -------------------------------------- | -------- |
| 初 | サムット・シスナルポン | タイ         | 1986年4月28日 - 1988年4月（返上）      | 4        |
| 2  | 崔熙墉                 | 韓国         | 1988年4月10日 - 1991年2月2日（返上）   | 2        |
| 3  | 李星雨                 | 韓国         | 1991年6月15日 - 1992年10月2日（返上）  | 1        |
| 4  | 金振浩                 | 韓国         | 1992年12月19日 - 1995年2月（返上）     | 2        |
| 5  | ニコ・トーマス         | インドネシア | 1995年5月11日 - 1998年2月22日          | 1        |
| 6  | ウルフ時光             | 日本         | 1998年2月22日 - 1999年2月（返上）      | 1        |
| 7  | 中島浩                 | 日本         | 1999年6月29日 - 2002年4月23日          | 2        |
| 8  | 金在原                 | 韓国         | 2002年4月23日 - 2003年2月28日（返上）  | 1        |
| 9  | 大中元気               | 日本         | 2003年7月1日 - 2003年12月7日           | 0        |
| 10 | ロデル・マヨール       | フィリピン   | 2003年12月7日 - 2006年2月（返上）      | 3        |
| 11 | 八重樫東               | 日本         | 2006年4月3日 - 2007年2月8日（返上）    | 1        |
| 12 | 和賀寿和               | 日本         | 2007年3月18日 - 2008年11月16日         | 2        |
| 13 | 黒木健孝               | 日本         | 2008年11月16日 - 2010年2月（返上）     | 2        |
| 14 | マイケル・ランデロ     | フィリピン   | 2010年5月9日 - 2011年7月12日（返上）   | 1        |
| 15 | メルリト・サビーリョ   | フィリピン   | 2011年10月8日 - 2013年2月（返上）      | 1        |
| 16 | 原隆二                 | 日本         | 2014年3月30日 - 2014年10月30日         | 0        |
| 17 | 田中恒成               | 日本         | 2014年10月30日 - 2015年5月30日（返上） | 0        |
| 18 | 熊朝忠                 | 中国         | 2015年9月18日 -2016年8月（返上）       | 0        |
| 19 | 山中竜也               | 日本         | 2016年11月11日 - 2017年2月2日（返上）  | 0        |
| 20 | 京口紘人               | 日本         | 2017年2月28日 - 2017年7月13日（返上）  | 1        |
| 21 | 小浦翼                 | 日本         | 2017年7月29日 - 2019年3月31日          | 3        |
| 22 | リト・ダンテ           | フィリピン   | 2019年3月31日 - 2020年（返上）         | 0        |
| 23 | メルビン・ジェルサレム | フィリピン   | 2021年7月16日 - 2022年（返上）         | 0        |
| 24 | 石井武志               | 日本         | 2024年9月25日 - 現在                   | 0        |

### 暫定王座
| 名前   | 国籍 | 在位期間                         | 防衛回数 |
| ------ | ---- | -------------------------------- | -------- |
| 加納陸 | 日本 | 2016年5月8日 - 2016年6月（返上） | 0        |

## ライトフライ級
| 代 | 名前                           | 国籍       | 在位期間                               | 防衛回数 |
| -- | ------------------------------ | ---------- | -------------------------------------- | -------- |
| 初 | モンサヤーム・ホー・マハチャイ | タイ       | 1975年5月30日 - 1976年6月5日           | 1        |
| 2  | 鄭相一                         | 韓国       | 1976年6月5日 - 1978年1月26日           | 2        |
| 3  | 金性俊                         | 韓国       | 1978年1月26日 - 1978年7月9日           | 1        |
| 4  | 鄭相一（2期目）                | 韓国       | 1978年7月9日 - 1979年11月27日          | 1        |
| 5  | 金龍鉉                         | 韓国       | 1979年11月27日 - 1981年9月26日         | 3        |
| 6  | シオニー・カルポ               | フィリピン | 1981年9月26日 - 1981年12月13日         | 0        |
| 7  | 金成南                         | 韓国       | 1981年12月13日 - 1983年3月18日         | 0        |
| 8  | ドディ・ボーイ・ペニャロサ     | フィリピン | 1983年3月18日 - 1984年3月（返上）      | 1        |
| 9  | 柳明佑                         | 韓国       | 1984年12月2日 - 1985年11月（返上）     | 1        |
| 10 | 朴照雲                         | 韓国       | 1986年4月12日 - 1987年11月（返上）     | 4        |
| 11 | 金容江                         | 韓国       | 1987年12月11日 - 1988年8月（返上）     | 1        |
| 12 | 鄭善龍                         | 韓国       | 1988年8月14日 - 1989年4月16日          | 2        |
| 13 | デン・チュワタナ               | タイ       | 1989年4月16日 - 1989年10月22日         | 0        |
| 14 | 林正根                         | 韓国       | 1989年10月22日 - 1990年5月（返上）     | 1        |
| 15 | 車南勲                         | 韓国       | 1990年6月16日 - 1993年9月（返上）      | 6        |
| 16 | 金五坤                         | 韓国       | 1993年11月13日 - 1994年4月15日         | 0        |
| 17 | 張英淳                         | 韓国       | 1994年4月15日 - 1995年(返上）          | 3        |
| 18 | 八尋史朗                       | 日本       | 1995年10月9日 - 1996年6月（返上）      | 1        |
| 19 | 塩濱崇                         | 日本       | 1996年7月17日 - 1996年9月（返上）      | 0        |
| 20 | 崔堯三                         | 韓国       | 1996年12月3日 - 1999年9月（返上）      | 3        |
| 21 | 田中光輝                       | 日本       | 2000年1月15日 - 2001年3月11日          | 2        |
| 22 | 姜必求                         | 韓国       | 2001年3月11日 - 2001年12月10日         | 1        |
| 23 | 林田龍生                       | 日本       | 2001年12月10日 - 2003年4月21日（返上） | 3        |
| 24 | 山口真吾                       | 日本       | 2003年5月12日 - 2005年8月8日           | 3        |
| 25 | 升田貴久                       | 日本       | 2005年8月8日 - 12月12日                | 0        |
| 26 | 嘉陽宗嗣                       | 日本       | 2005年12月12日 - 2006年7月（返上）     | 1        |
| 27 | ファニト・ルビリアル           | フィリピン | 2006年10月13日 - 2008年3月（返上）     | 2        |
| 28 | ソニー・ボーイ・ハロ           | フィリピン | 2008年6月20日 - 2008年9月（返上）      | 0        |
| 29 | 和田峯幸生                     | 日本       | 2008年11月20日 - 2009年12月8日         | 0        |
| 30 | 家住勝彦                       | 日本       | 2009年12月8日 - 2010年6月14日          | 1        |
| 31 | 宮崎亮                         | 日本       | 2010年6月14日 - 2012年10月（返上）     | 4        |
| 32 | 小野心                         | 日本       | 2013年1月12日 - 2013年9月6日（返上）   | 0        |
| 33 | 井上尚弥                       | 日本       | 2013年12月6日 - 2014年2月28日（返上）  | 0        |
| 34 | ジョナサン・タコニング         | フィリピン | 2014年3月25日 - 2016年6月（返上）      | 1        |
| 35 | 寺地拳四朗                     | 日本       | 2016年8月7日 - 2017年5月20日（返上）   | 1        |
| 36 | エドワード・ヘノ               | フィリピン | 2017年9月10日 - 2019年10月（返上）     | 3        |
| 37 | 堀川謙一                       | 日本       | 2020年7月25日 - 2022年7月2日           | 0        |
| 38 | 岩田翔吉                       | 日本       | 2022年7月2日 - 2022年（返上）          | 0        |
| 39 | ジョーイ・カノイ               | フィリピン | 2022年12月4日 - 2023年（返上）         | 0        |
| 40 | ミエル・ファハルド             | フィリピン | 2023年8月15日 - 2024年4月13日          | 0        |
| 41 | タノンサック・シムシー         | タイ       | 2024年4月13日 - 2025年（返上）         | 2        |

### 暫定王座
| 名前     | 国籍 | 在位期間                                                   | 防衛回数 |
| -------- | ---- | ---------------------------------------------------------- | -------- |
| 家住勝彦 | 日本 | 2009年7月16日 - 2009年12月8日 (王座統一により正規王座昇格) | 0        |

## フライ級
| 代 | 名前                             | 国籍           | 在位期間                               | 防衛回数 |
| -- | -------------------------------- | -------------- | -------------------------------------- | -------- |
| 初 | ダニー・カンポ                   | フィリピン     | 1954年3月20日 - 1955年3月9日           | 2        |
| 2  | 三迫仁志                         | 日本           | 1955年3月9日 - 1955年6月24日           | 0        |
| 3  | ダニー・キッド                   | フィリピン     | 1955年6月24日 - 1956年3月29日          | 1        |
| 4  | 三迫仁志（2期目）                | 日本           | 1956年3月29日 - 1956年11月10日（返上） | 0        |
| 5  | ポーン・キングピッチ             | タイ           | 1957年1月6日 - 1958年5月13日（返上）   | 1        |
| 6  | 矢尾板貞雄                       | 日本           | 1958年9月11日 - 1962年6月27日（返上）  | 5        |
| 7  | チャチャイ・チオノイ             | フィリピン     | 1962年9月22日 - 1963年7月7日           | 0        |
| 8  | 中村剛                           | 日本           | 1963年7月7日 - 1969年10月18日          | 10       |
| 9  | エルビト・サラバリア             | フィリピン     | 1969年10月18日 - 1973年8月8日（剥奪）  | 3        |
| 10 | ソクラテス・パトト               | フィリピン     | 1973年11月18日 - 1974年9月30日         | 1        |
| 11 | 高田次郎                         | 日本           | 1975年3月17日 - 1977年12月8日          | 5        |
| 12 | 楊弘洙                           | 韓国           | 1977年12月8日 - 1978年7月25日          | 0        |
| 13 | 五十嵐リキ                       | 日本           | 1978年7月25日 - 1979年8月4日           | 1        |
| 14 | 楊弘洙（2期目）                  | 韓国           | 1979年8月4日 - 1983年1月29日           | 5        |
| 15 | 申喜燮                           | 韓国           | 1983年1月29日 - 1984年4月（剥奪）      | 1        |
| 16 | 申喜燮（2期目）                  | 韓国           | 1984年7月17日 - 1986年7月（返上）      | 4        |
| 17 | タノムサク・シスボーベー         | タイ           | 1986年10月15日 - 1987年5月3日          | 1        |
| 18 | 松村謙二                         | 日本           | 1987年5月3日 - 1989年2月8日（返上）    | 3        |
| 19 | ロミー・ナバレッテ               | フィリピン     | 1989年4月8日 - 1990年11月21日          | 3        |
| 20 | ヨハネス・ナンロイ               | インドネシア   | 1990年11月21日 - 1991年10月18日        | 1        |
| 21 | バハール・ウディン               | インドネシア   | 1991年10月18日 - 1992年4月24日         | 0        |
| 22 | 徳島尚                           | 日本           | 1992年4月24日 - 1993年1月18日（返上）  | 0        |
| 23 | 李承九                           | 韓国           | 1993年1月30日 - 1993年5月（返上）      | 0        |
| 24 | 権昌載                           | 韓国           | 1993年6月20日 - 1993年10月22日         | 0        |
| 25 | チョクチャイ・チョクビワット     | タイ           | 1993年10月22日 - 1997年6月26日         | 7        |
| 26 | マニー・パッキャオ               | フィリピン     | 1997年6月26日 - 1998年9月（返上）      | 1        |
| 27 | メルビン・マグラモ               | フィリピン     | 1999年5月15日 - 1999年11月23日         | 0        |
| 28 | 中野博                           | 日本           | 1999年11月23日 - 2002年7月5日（返上）  | 5        |
| 29 | 小松則幸                         | 日本           | 2002年9月11日 - 2004年9月20日          | 5        |
| 30 | トラッシュ中沼                   | 日本           | 2004年9月20日 - 2004年12月（返上）     | 0        |
| 31 | フセイン・フセイン               | オーストラリア | 2004年9月20日 - 2005年5月（返上）      | 0        |
| 32 | ワンミーチョーク・シンワンチャー | タイ           | 2005年6月28日 - 2005年8月21日          | 0        |
| 33 | 亀田興毅                         | 日本           | 2005年8月21日 - 2005年9月30日（返上）  | 0        |
| 34 | 小松則幸（2期目）                | 日本           | 2005年11月22日 - 2006年6月27日         | 0        |
| 35 | 内藤大助                         | 日本           | 2006年6月27日 - 2007年1月20日（返上）  | 1        |
| 36 | ジョジョ・バルドン               | フィリピン     | 2007年3月18日 - 2007年8月19日          | 0        |
| 37 | 長縄正春                         | 日本           | 2007年8月19日 - 2008年3月27日          | 0        |
| 38 | 大久保雅史                       | 日本           | 2008年4月14日 - 2010年3月9日           | 3        |
| 39 | ロッキー・フエンテス             | フィリピン     | 2010年3月9日 - 2013年12月（返上）      | 6        |
| 40 | 江藤光喜                         | 日本           | 2014年6月17日 - 2015年11月28日（返上） | 2        |
| 41 | アーデン・ディアレ               | フィリピン     | 2015年12月2日 - 2016年7月2日           | 1        |
| 42 | 比嘉大吾                         | 日本           | 2016年7月2日 - 2017年5月20日（返上）   | 1        |
| 43 | リチャード・クラベラス           | フィリピン     | 2017年5月21日 - 2017年6月13日          | 0        |
| 44 | 中山佳祐                         | 日本           | 2017年6月13日 - 2018年3月13日          | 1        |
| 45 | ジェイアール・ラクィネル         | フィリピン     | 2018年3月13日 - 2021年10月23日         | 2        |
| 46 | ジーメル・マグラモ               | フィリピン     | 2021年10月23日 - 2022年10月25日        | 0        |
| 47 | 桑原拓                           | 日本           | 2022年10月25日 - 2024年5月6日（返上）  | 1        |
| 48 | 飯村樹輝弥                       | 日本           | 2025年1月18日 -                        | 0        |

## スーパーフライ級
| 代 | 名前                     | 国籍           | 在位期間                                | 防衛回数 |
| -- | ------------------------ | -------------- | --------------------------------------- | -------- |
| 初 | 金濚植                   | 韓国           | 1980年3月30日 - 1980年10月15日          | 0        |
| 2  | ウィリアム・デベロス     | フィリピン     | 1980年10月15日 - 1981年10月17日         | 1        |
| 3  | 権順天                   | 韓国           | 1981年10月17日 - 1984年3月（返上）      | 5        |
| 4  | エリー・ピカル           | インドネシア   | 1984年5月19日 - 1985年5月（返上）       | 1        |
| 5  | 張太日                   | 韓国           | 1985年6月1日 - 1985年8月（返上）        | 0        |
| 6  | ペットンガム・チュワタナ | タイ           | 1985年10月3日 - 1986年5月1日            | 0        |
| 7  | 金基昌                   | 韓国           | 1986年5月1日 - 1986年11月16日           | 1        |
| 8  | 鄭炳寛                   | 韓国           | 1986年11月16日 - 1988年1月24日          | 3        |
| 9  | 張太日（2期目）          | 韓国           | 1988年1月24日 - 1988年11月（返上）      | 3        |
| 10 | ローランド・ボボル       | フィリピン     | 1989年4月22日 - 1989年12月17日          | 1        |
| 11 | 杉辰也                   | 日本           | 1989年12月17日 - 1990年2月（剥奪）      | 0        |
| 12 | マリアナス               | インドネシア   | 1990年8月25日 - 1991年3月30日           | 0        |
| 13 | ラムホット・シマモラ     | インドネシア   | 1991年3月30日 - 1993年12月（返上）      | 4        |
| 14 | 高仁植                   | 韓国           | 1994年1月30日 - 1994年11月（返上）      | 0        |
| 15 | ボーイ・アルアン         | インドネシア   | 1995年1月19日 - 1995年11月（返上）      | 0        |
| 16 | 劉鎭亨                   | 韓国           | 1996年4月26日 - 1996年9月2日            | 0        |
| 17 | 町田和久                 | 日本           | 1996年9月2日 - 1996年12月3日            | 0        |
| 18 | ラフィー・モンタルバン   | フィリピン     | 1996年12月3日 - 1999年6月（返上）       | 3        |
| 19 | 徳山昌守                 | 北朝鮮         | 1999年9月17日 - 2000年5月（返上）       | 2        |
| 20 | 柳光和博                 | 日本           | 2000年10月11日 - 2001年7月（返上）      | 0        |
| 21 | 小島英次                 | 日本           | 2001年12月3日 - 2002年4月（返上）       | 1        |
| 22 | 石原英康                 | 日本           | 2002年7月7日 - 2003年6月26日（返上）    | 2        |
| 23 | 小島英次（2期目）        | 日本           | 2003年8月16日 - 2003年10月（返上）      | 0        |
| 24 | ウェンペッチ・チュワタナ | タイ           | 2004年2月29日 - 2005年3月26日           | 2        |
| 25 | 有永政幸                 | 日本           | 2005年3月26日 - 2006年1月6日（返上）    | 2        |
| 26 | Z・ゴーレス              | フィリピン     | 2006年3月18日 - 2006年9月（返上）       | 0        |
| 27 | 相澤国之                 | 日本           | 2006年12月11日 - 2007年7月（返上）      | 1        |
| 28 | 河野公平                 | 日本           | 2007年10月6日 - 2008年5月16日（返上）   | 1        |
| 29 | 冨山浩之介               | 日本           | 2008年6月7日 - 2009年1月27日（返上）    | 1        |
| 30 | 河野公平（2期目）        | 日本           | 2009年5月2日 - 2010年7月（返上）        | 2        |
| 31 | 粉川拓也                 | 日本           | 2010年10月28日 - 2011年7月（返上）      | 0        |
| 32 | 赤穂亮                   | 日本           | 2011年5月18日 - 2012年10月（返上）      | 3        |
| 33 | アーサー・ビラヌエバ     | フィリピン     | 2012年12月19日 - 2014年（返上）         | 1        |
| 34 | 松本亮                   | 日本           | 2014年12月30日 - 2015年3月23日（返上）  | 0        |
| 35 | 井上拓真                 | 日本           | 2015年7月6日 - 2016年6月11日（返上）    | 2        |
| 36 | レネ・ダッケル           | フィリピン     | 2016年7月13日 - 2018年2月24日           | 2        |
| 37 | アンドリュー・モロニー   | オーストラリア | 2018年2月24日 - 2019年12月（返上）      | 0        |
| 38 | 福永亮次                 | 日本           | 2020年12月14日 - 2021年11月17日（返上） | 1        |
| 39 | 橋詰将義                 | 日本           | 2022年2月28日 - 2022年（返上）          | 0        |
| 40 | KJ・カタラハ             | フィリピン     | 2023年2月11日 - 2024年（返上）          | 0        |
| 41 | ジーメル・マグラモ       | フィリピン     | 2024年10月20日 - 2025年3月29日          | 0        |
| 42 | 横山葵海                 | 日本           | 2025年3月29日 - 現在                    | 0        |

## バンタム級
| 代 | 名前                           | 国籍       | 在位期間                               | 防衛回数 |
| -- | ------------------------------ | ---------- | -------------------------------------- | -------- |
| 初 | フラッシュ・エロルデ           | フィリピン | 1952年10月18日 - 1954年7月（返上）     | 2        |
| 2  | レオ・エスピノサ               | フィリピン | 1954年7月8日 - 1955年12月（返上）      | 3        |
| 3  | 小室恵市                       | 日本       | 1955年12月3日 - 1956年3月4日           | 0        |
| 4  | レオ・エスピノサ（2期目）      | フィリピン | 1956年3月4日 - 1958年10月8日           | 8        |
| 5  | 三浦清                         | 日本       | 1958年10月8日 - 1958年11月15日         | 0        |
| 6  | レオ・エスピノサ（3期目）      | フィリピン | 1958年11月15日 - 1960年1月6日          | 1        |
| 7  | 米倉健志                       | 日本       | 1960年1月6日 - 1962年10月29日          | 4        |
| 8  | 青木勝利                       | 日本       | 1962年10月29日 - 1963年9月5日          | 0        |
| 9  | カーリー・アグイリー           | フィリピン | 1963年9月5日 - 1964年3月25日           | 0        |
| 10 | 青木勝利（2期目）              | 日本       | 1964年3月25日 - 1966年4月28日          | 2        |
| 11 | 李元錫                         | 韓国       | 1966年4月28日 - 1969年10月23日         | 4        |
| 12 | 桜井孝雄                       | 日本       | 1969年10月23日 - 1971年6月（返上）     | 2        |
| 13 | 金沢和良                       | 日本       | 1971年7月2日 - 1972年2月（返上）       | 0        |
| 14 | 洪秀煥                         | 韓国       | 1972年6月4日 - 1973年10月（返上）      | 2        |
| 15 | 洪秀煥（2期目）                | 韓国       | 1973年11月24日 - 1974年10月（返上）    | 2        |
| 16 | ベニス・ボーコーソー           | タイ       | 1974年11月29日 - 1976年3月（剥奪）     | 1        |
| 17 | 洪秀煥（3期目）                | 韓国       | 1976年5月30日 - 1977年5月（剥奪）      | 0        |
| 18 | 金濚植                         | 韓国       | 1977年6月17日 - 1978年12月14日         | 2        |
| 19 | 村田英次郎                     | 日本       | 1978年12月14日 - 1983年12月（返上）    | 12       |
| 20 | ネプリタ・アラマグ             | フィリピン | 1984年3月30日 - 1985年3月16日          | 1        |
| 21 | 姜基烈                         | 韓国       | 1985年3月16日 - 1987年2月8日           | 6        |
| 22 | アーニー・カタルーニャ         | フィリピン | 1987年2月8日 - 1987年12月19日          | 0        |
| 23 | 許濬                           | 韓国       | 1987年12月19日 - 1989年10月8日         | 1        |
| 24 | 李恩植                         | 韓国       | 1989年10月8日 - 1991年5月（返上）      | 1        |
| 25 | 閔泳干                         | 韓国       | 1991年6月1日 - 1991年10月5日           | 0        |
| 26 | ダオルン・チュワタナ           | タイ       | 1991年10月5日 - 1994年3月（返上）      | 3        |
| 27 | ウィスット・キャットサクロン   | タイ       | 1994年4月7日 - 1995年2月4日            | 0        |
| 28 | ラクヒン・ヴァサンシット       | タイ       | 1995年2月4日 - 1995年4月（返上）       | 0        |
| 29 | 池仁珍                         | 韓国       | 1995年4月23日 - 1995年8月（返上）      | 0        |
| 30 | 呉張均                         | 韓国       | 1996年9月6日 - 1996年10月21日          | 0        |
| 31 | 新田勝世                       | 日本       | 1996年10月21日 - 1997年6月20日         | 0        |
| 32 | 高仁植                         | 韓国       | 1997年6月20日 - 1997年11月1日          | 0        |
| 33 | 中村正彦                       | 日本       | 1997年11月1日 - 1998年5月9日           | 0        |
| 34 | ジェス・マーカ                 | フィリピン | 1998年5月9日 - 2003年5月18日           | 7        |
| 35 | 長谷川穂積                     | 日本       | 2003年5月18日 - 2004年12月20日（返上） | 3        |
| 36 | 鳥海純                         | 日本       | 2005年2月19日 - 2005年7月16日          | 0        |
| 37 | クマントーン・ポープルムカモン | タイ       | 2005年7月16日 - 2005年11月19日         | 0        |
| 38 | マルコム・ツニャカオ           | フィリピン | 2005年11月19日 - 2007年1月13日         | 2        |
| 39 | ロリー松下                     | フィリピン | 2007年1月13日 - 2008年10月（返上）     | 4        |
| 40 | サーシャ・バクティン           | ロシア     | 2008年12月31日 - 2009年10月9日（返上） | 1        |
| 41 | マルコム・ツニャカオ（2期目）  | フィリピン | 2010年2月6日 - 2011年6月（返上）       | 3        |
| 42 | ロリー松下（2期目）            | フィリピン | 2011年7月31日 - 2013年5月（返上）      | 3        |
| 43 | 椎野大輝                       | 日本       | 2013年6月10日 - 2013年12月6日          | 0        |
| 44 | 岩佐亮佑                       | 日本       | 2013年12月6日 - 2014年12月25日（返上） | 1        |
| 45 | 川口裕                         | 日本       | 2015年4月5日 - 2015年8月2日            | 0        |
| 46 | 山本隆寛                       | 日本       | 2015年8月2日 - 2016年11月11日          | 2        |
| 47 | マーク・ジョン・ヤップ         | フィリピン | 2016年11月11日 - 2018年11月9日（返上） | 3        |
| 48 | 栗原慶太                       | 日本       | 2018年12月24日 - 2021年1月14日         | 1        |
| 49 | 井上拓真                       | 日本       | 2021年1月14日 - 2021年3月27日（返上）  | 0        |
| 50 | 中嶋一輝                       | 日本       | 2021年5月21日 - 2021年10月19日         | 0        |
| 51 | 栗原慶太（2期目）              | 日本       | 2021年10月19日 - 2022年9月22日         | 0        |
| 52 | 千葉開                         | 日本       | 2022年9月22日 - 2023年3月4日           | 0        |
| 53 | 栗原慶太（3期目）              | 日本       | 2023年3月4日 - 2023年10月12日          | 0        |
| 54 | フローイラン・サルダール       | フィリピン | 2023年10月12日 - 2024年1月26日         | 0        |
| 55 | 栗原慶太（4期目）              | 日本       | 2024年1月26日 - 2025年3月24日          | 0        |
| 56 | ケネス・ラバー                 | フィリピン | 2025年3月24日 - 現在                   | 0        |

### 暫定王座
| 名前           | 国籍       | 在位期間                                                    | 防衛回数 |
| -------------- | ---------- | ----------------------------------------------------------- | -------- |
| 閔泳干         | 韓国       | 1989年3月1日 - (返上)                                       | 0        |
| ケネス・ラバー | フィリピン | 2024年12月15日 - 2025年3月24日 (王座統一により正規王座昇格) | 0        |

## スーパーバンタム級
| 代 | 名前                       | 国籍       | 在位期間                               | 防衛回数 |
| -- | -------------------------- | ---------- | -------------------------------------- | -------- |
| 初 | 坂本春夫                   | 日本       | 1960年8月25日 - 1963年12月19日         | 4        |
| 2  | 牧昭男                     | 日本       | 1963年12月19日 - 1964年5月6日          | 0        |
| 3  | プリノイ・TRO              | タイ       | 1964年5月6日 - 1964年10月1日           | 0        |
| 4  | 石山六郎                   | 日本       | 1964年10月1日 - 1966年1月31日          | 3        |
| 5  | 姜春遠                     | 韓国       | 1966年1月31日 - 1967年4月20日          | 1        |
| 6  | 湯通堂清秀                 | 日本       | 1967年4月20日 - 1968年9月26日          | 2        |
| 7  | スルフレド・バスコ         | フィリピン | 1968年9月26日 - 1969年3月20日          | 0        |
| 8  | 岡田晃一                   | 日本       | 1969年3月20日 - 1971年11月20日         | 5        |
| 9  | 張奎喆                     | 韓国       | 1971年11月20日 - 1974年3月17日         | 6        |
| 10 | 廉東均                     | 韓国       | 1974年3月17日 - 1979年（返上）         | 4        |
| 11 | リック・キハノ             | フィリピン | 1977年1月28日 - 1978年4月2日           | 2        |
| 12 | 鄭巡鉉                     | 韓国       | 1978年4月2日 - 1980年11月21日          | 5        |
| 13 | ウィリー・ルーカス         | フィリピン | 1980年11月21日 - 1982年2月7日          | 1        |
| 14 | 鄭巡鉉（2期目）            | 韓国       | 1982年2月7日 - 1983年9月（返上）       | 2        |
| 15 | 金知元                     | 韓国       | 1983年10月29日 - 1985年1月（返上）     | 4        |
| 16 | 崔然甲                     | 韓国       | 1985年3月9日 - 1986年7月1日            | 4        |
| 17 | プラユンサク・ムアンスリン | タイ       | 1986年7月1日 - 1987年3月24日           | 1        |
| 18 | 鄭喜演                     | 韓国       | 1987年3月24日 - 1989年7月8日           | 4        |
| 19 | 崔在元                     | 韓国       | 1989年7月8日 - 1993年12月（返上）      | 4        |
| 20 | 権熙允                     | 韓国       | 1994年4月7日 - 1995年2月4日            | 0        |
| 21 | 葛西裕一                   | 日本       | 1995年2月4日 - 1996年10月14日（返上）  | 1        |
| 22 | レイナンテ・ハミリ         | フィリピン | 1996年11月11日 - 1999年6月1日（返上）  | 3        |
| 23 | 石井広三                   | 日本       | 1999年8月8日 - 1999年10月（返上）      | 0        |
| 24 | 大和心                     | 日本       | 2000年2月19日 - 2000年6月17日          | 0        |
| 25 | 趙龍仁                     | 韓国       | 2000年6月17日 - 2001年4月16日          | 2        |
| 26 | 佐藤修                     | 日本       | 2001年4月16日 - 2001年11月2日（返上）  | 1        |
| 27 | 趙龍仁（2期目）            | 韓国       | 2001年12月20日 - 2002年5月18日         | 0        |
| 28 | 仲里繁                     | 日本       | 2002年5月18日 - 2003年3月7日（返上）   | 1        |
| 29 | 福島学                     | 日本       | 2003年4月26日 - 2003年8月16日          | 0        |
| 30 | ペドリト・ローレンテ       | フィリピン | 2003年8月16日 - 2004年1月30日          | 0        |
| 31 | ジムレックス・ハカ         | フィリピン | 2004年1月30日 - 2004年5月29日（剥奪）  | 0        |
| 32 | 國見泰央                   | 日本       | 2004年5月30日 - 2005年2月20日          | 1        |
| 33 | 菅原雅兼                   | 日本       | 2005年2月20日 - 2005年6月26日          | 0        |
| 34 | ウェタヤ・サクムアンクラン | タイ       | 2005年6月26日 - 2009年1月11日          | 5        |
| 35 | ロリー松下                 | フィリピン | 2009年1月11日 - 2009年6月21日          | 0        |
| 36 | 大橋弘政                   | 日本       | 2009年6月21日 - 2010年3月28日          | 0        |
| 37 | 下田昭文                   | 日本       | 2010年3月28日 - 2010年11月（返上）     | 1        |
| 38 | 大橋弘政（2期目）          | 日本       | 2011年3月27日 - 2011年8月7日           | 0        |
| 39 | ロリ・ガスカ               | フィリピン | 2011年8月7日 - 2011年11月3日           | 0        |
| 40 | 小國以載                   | 日本       | 2011年11月3日 - 2013年3月10日          | 3        |
| 41 | 和氣慎吾                   | 日本       | 2013年3月10日 - 2015年11月2日（返上）  | 5        |
| 42 | 久保隼                     | 日本       | 2015年12月26日 - 2017年2月10日（返上） | 2        |
| 43 | 大竹秀典                   | 日本       | 2017年3月17日 - 2018年7月31日(返上)    | 3        |
| 44 | 勅使河原弘晶               | 日本       | 2018年10月12日 - 2021年（返上）        | 4        |
| 45 | ペテ・アポリナル           | フィリピン | 2022年4月2日 - 2022年8月26日           | 0        |
| 46 | 武居由樹                   | 日本       | 2022年8月26日 - 2023年11月28日（返上） | 1        |
| 47 | 中嶋一輝                   | 日本       | 2024年2月2日 - 現在                    | 0        |

## フェザー級
| 代 | 名前                          | 国籍           | 在位期間                               | 防衛回数 |
| -- | ----------------------------- | -------------- | -------------------------------------- | -------- |
| 初 | ラリー・バターン              | フィリピン     | 1952年11月11日 - 1953年12月6日         | 2        |
| 2  | 金子繁治                      | 日本           | 1953年12月6日 - 1957年11月21日（返上） | 6        |
| 3  | 小林久雄                      | 日本           | 1958年3月30日 - 1961年2月1日           | 4        |
| 4  | アーミー・ワンダーボーイ      | フィリピン     | 1961年2月1日 - 1961年12月12日          | 0        |
| 5  | ペラルド・チャルムーン        | タイ           | 1961年12月12日 - 1962年9月12日         | 1        |
| 6  | 関光徳                        | 日本           | 1962年9月12日 - 1968年3月29日（返上）  | 12       |
| 7  | 斎藤勝男                      | 日本           | 1968年6月12日 - 1968年9月11日          | 0        |
| 8  | ハーバート康                  | 韓国           | 1968年9月11日 - 1970年3月11日          | 1        |
| 9  | 千葉信夫                      | 日本           | 1970年3月11日 - 1971年4月24日          | 1        |
| 10 | 金鉉                          | 韓国           | 1971年4月24日 - 1973年1月16日          | 6        |
| 11 | 歌川善介                      | 日本           | 1973年1月16日 - 1975年3月23日          | 4        |
| 12 | フェル・クレメンテス          | フィリピン     | 1975年3月23日 - 1976年5月16日          | 1        |
| 13 | 黄福寿                        | 韓国           | 1976年5月16日 - 1978年4月27日          | 1        |
| 14 | ロイヤル小林                  | 日本           | 1978年4月27日 - 1981年10月18日         | 7        |
| 15 | 黄正漢                        | 韓国           | 1981年10月18日 - 1981年12月6日         | 0        |
| 16 | 柳煥吉                        | 韓国           | 1981年12月6日 - 1983年8月（返上）      | 3        |
| 17 | ディビノ・イノシアン          | フィリピン     | 1983年8月7日 - 1983年10月9日           | 0        |
| 18 | 呉民根                        | 韓国           | 1983年10月9日 - 1984年3月（返上）      | 0        |
| 19 | 丁起栄                        | 韓国           | 1984年6月6日 - 1985年11月（返上）      | 3        |
| 20 | 黄在鏞                        | 韓国           | 1986年1月20日 - 1987年9月27日          | 5        |
| 21 | 朴炳洙                        | 韓国           | 1987年9月27日 - 1988年11月13日         | 2        |
| 22 | 朴讃睦                        | 韓国           | 1988年11月13日 - 1989年10月（返上）    | 1        |
| 23 | ジョジョ・カイソン            | フィリピン     | 1989年11月11日 - 1990年1月21日         | 0        |
| 24 | 朴永均                        | 韓国           | 1990年1月21日 - 1991年3月（返上）      | 2        |
| 25 | クリス・サギド                | フィリピン     | 1991年6月11日 - 1992年7月19日          | 2        |
| 26 | 淺川誠二                      | 日本           | 1992年7月19日 - 1993年5月6日（返上）   | 1        |
| 27 | クリス・サギド（2期目）       | フィリピン     | 1993年9月11日 - 1994年4月26日          | 1        |
| 28 | 原田剛志                      | 日本           | 1994年4月26日 - 1994年7月22日（返上）  | 1        |
| 29 | クリス・サギド（3期目）       | フィリピン     | 1994年9月30日 - 1995年9月11日          | 2        |
| 30 | 渡辺雄二                      | 日本           | 1995年9月11日 - 1996年5月13日（返上）  | 2        |
| 31 | サミュエル・デュラン          | フィリピン     | 1996年6月6日 - 1996年11月5日           | 1        |
| 32 | 松本好二                      | 日本           | 1996年11月5日 - 1997年4月5日（返上）   | 0        |
| 33 | サミュエル・デュラン（2期目） | フィリピン     | 1997年5月17日 - 1997年11月12日         | 0        |
| 34 | 今岡武雄                      | 日本           | 1997年11月12日 - 1999年10月11日        | 4        |
| 35 | トニー・ウェービー            | オーストラリア | 1999年10月11日 - 2000年12月23日        | 2        |
| 36 | パンサー柳田                  | 日本           | 2000年12月23日 - 2001年8月15日（返上） | 1        |
| 37 | 越本隆志                      | 日本           | 2001年9月30日 - 2005年11月（返上）     | 7        |
| 38 | 榎洋之                        | 日本           | 2006年1月21日 - 2008年8月29日（返上）  | 3        |
| 39 | 細野悟                        | 日本           | 2008年10月18日 - 2009年12月（返上）    | 3        |
| 40 | 松田直樹                      | 日本           | 2010年3月6日 - 2010年11月6日           | 1        |
| 41 | ジョネル・アリビオ            | フィリピン     | 2010年11月6日 - 2011年5月20日          | 0        |
| 42 | 大沢宏晋                      | 日本           | 2011年5月20日 - 2012年12月16日（剥奪） | 3        |
| 43 | 李冽理                        | 韓国           | 2013年6月28日 - 2013年10月14日         | 0        |
| 44 | 天笠尚                        | 日本           | 2013年10月14日 - 2014年12月（返上）    | 3        |
| 45 | ビンビン・ルフィーノ          | フィリピン     | 2015年3月25日 - 2015年8月10日          | 0        |
| 46 | 竹中良                        | 日本           | 2015年8月10日 - 2017年6月8日           | 3        |
| 47 | 魯紗明                        | 韓国           | 2017年6月8日 - 2017年10月2日           | 0        |
| 48 | 清水聡                        | 日本           | 2017年10月2日 - 2023年1月31日（剥奪）  | 6        |
| 49 | 堤駿斗                        | 日本           | 2023年5月31日 - 2024年2月5日（返上）   | 0        |
| 50 | 中野幹士                      | 日本           | 2024年9月7日 - 現在                    | 0        |

## スーパーフェザー級
| 代 | 名前                       | 国籍         | 在位期間                               | 防衛回数 |
| -- | -------------------------- | ------------ | -------------------------------------- | -------- |
| 初 | 大川寛                     | 日本         | 1960年6月30日 - 1961年5月4日           | 1        |
| 2  | キリサク・バーボス         | タイ         | 1961年5月4日 - 1961年11月30日          | 0        |
| 3  | 勝又行雄                   | 日本         | 1961年11月30日 - 1962年5月27日         | 0        |
| 4  | オスカー・レイス           | フィリピン   | 1962年5月27日 - 1962年9月3日           | 0        |
| 5  | 勝又行雄（2期目）          | 日本         | 1962年9月3日 - 1964年5月17日           | 2        |
| 6  | ラリー・フラビアノ         | フィリピン   | 1964年5月17日 - 1965年4月1日           | 0        |
| 7  | 沼田義明                   | 日本         | 1965年4月1日 - 1969年4月2日（返上）    | 3        |
| 8  | サリマン・イチアヌチット   | タイ         | 1969年5月17日 - 1970年8月14日          | 1        |
| 9  | レネ・バリエントス         | フィリピン   | 1970年8月14日 - 1972年1月（返上）      | 0        |
| 10 | 岡部進                     | 日本         | 1972年3月23日 - 1972年8月4日（返上）   | 0        |
| 11 | 金賢治                     | 韓国         | 1972年9月3日 - 1974年10月（剥奪）      | 3        |
| 12 | アポロ嘉男                 | 日本         | 1975年4月7日 - 1977年11月20日          | 3        |
| 13 | レイ・タム                 | フィリピン   | 1977年11月20日 - 1978年11月19日        | 0        |
| 14 | 崔文錫                     | 韓国         | 1978年11月19日 - 1979年11月6日         | 1        |
| 15 | 吹打竜                     | 日本         | 1979年11月6日 - 1981年1月27日          | 2        |
| 16 | 呉永世                     | 韓国         | 1981年1月27日 - 1981年12月6日          | 3        |
| 17 | 文泰鎮                     | 韓国         | 1981年12月6日 - 1983年8月（返上）      | 3        |
| 18 | ロッド・セケナン           | フィリピン   | 1983年8月28日 - 1986年6月1日           | 3        |
| 19 | 金成土允                   | 韓国         | 1986年6月1日 - 1986年12月27日          | 2        |
| 20 | ヘロン・ポラス             | フィリピン   | 1986年12月27日 - 1988年6月18日         | 1        |
| 21 | ヘンキー・ガン             | インドネシア | 1988年6月18日 - 1990年8月31日          | 5        |
| 22 | ルディ・ガビレス           | フィリピン   | 1990年8月31日 - 1991年4月6日           | 1        |
| 23 | 金萬洙                     | 韓国         | 1991年4月6日 - 1991年7月（返上）       | 0        |
| 24 | タイガー・アリ             | フィリピン   | 1992年3月15日 - 1993年9月25日          | 3        |
| 25 | 李恩植                     | 韓国         | 1993年9月25日 - 1993年12月26日         | 0        |
| 26 | 崔龍洙                     | 韓国         | 1993年12月26日 - 1995年6月24日（返上） | 1        |
| 27 | 三谷大和                   | 日本         | 1995年10月9日 - 1995年12月（返上）     | 0        |
| 28 | 畑山隆則                   | 日本         | 1996年3月18日 - 1997年7月7日（返上）   | 3        |
| 29 | 三谷大和（2期目）          | 日本         | 1997年11月8日 - 1998年6月8日           | 1        |
| 30 | 長嶋建吾                   | 日本         | 1998年6月8日 - 1999年6月16日（返上）   | 3        |
| 31 | タイガー・アリ（2期目）    | フィリピン   | 1999年11月29日 - 2002年3月（返上）     | 5        |
| 32 | ランディ・スイコ           | フィリピン   | 2002年4月27日 - 2006年4月（返上）      | 5        |
| 33 | 本望信人                   | 日本         | 2006年5月20日 - 2007年4月（返上）      | 1        |
| 34 | 小堀佑介                   | 日本         | 2007年5月19日 - 2007年8月27日（返上）  | 0        |
| 35 | 内山高志                   | 日本         | 2007年9月8日 - 2009年12月（返上）      | 5        |
| 36 | 川村貢治                   | 日本         | 2010年1月11日 - 2010年6月（返上）      | 0        |
| 37 | アラン・タナダ             | フィリピン   | 2010年9月20日 - 2010年12月5日          | 0        |
| 38 | 仲村正男                   | 日本         | 2010年12月5日 - 2011年5月7日           | 0        |
| 39 | ロナルド・ポンティージャス | フィリピン   | 2011年5月7日 - 2012年1月15日           | 1        |
| 40 | 金東赫                     | 韓国         | 2012年1月15日 - 2012年5月28日          | 0        |
| 41 | ジョムトーン・チュワタナ   | タイ         | 2012年5月28日 - 2015年3月31日（返上）  | 4        |
| 42 | 伊藤雅雪                   | 日本         | 2015年8月10日 - 2017年10月3日（返上）  | 3        |
| 43 | カルロ・マガリ             | フィリピン   | 2017年10月3日 - 2018年6月20日          | 1        |
| 44 | 三代大訓                   | 日本         | 2018年6月20日 - 2021年3月25日（返上）  | 4        |
| 45 | 木村吉光                   | 日本         | 2021年12月14日 - 2022年4月（返上）     | 0        |
| 46 | 力石政法                   | 日本         | 2022年5月15日 - 2023年（返上）         | 1        |
| 47 | 森武蔵                     | 日本         | 2023年6月24日 - 2023年11月（返上）     | 0        |
| 48 | 坂晃典                     | 日本         | 2024年2月16日 - 2024年6月1日           | 0        |
| 49 | 波田大和                   | 日本         | 2024年6月1日 - 現在                    | 0        |

### 暫定王座
| 名前     | 国籍 | 在位期間                      | 防衛回数 |
| -------- | ---- | ----------------------------- | -------- |
| 藤田和典 | 日本 | 2000年11月4日 - 2001年7月15日 | 0        |

## ライト級
| 代 | 名前                          | 国籍         | 在位期間                               | 防衛回数 |
| -- | ----------------------------- | ------------ | -------------------------------------- | -------- |
| 初 | チャムルーン・ソンキトラット  | フィリピン   | 1953年3月1日 - 1954年2月（返上）       | 1        |
| 2  | 秋山政司                      | 日本         | 1954年3月30日 - 1954年9月20日          | 0        |
| 3  | ボニー・エスピノサ            | フィリピン   | 1954年9月20日 - 1955年4月10日          | 1        |
| 4  | オムサップ・ナルファイ        | タイ         | 1955年4月10日 - 1955年7月15日          | 0        |
| 5  | 秋山政司（2期目）             | 日本         | 1955年7月15日 - 1955年8月25日          | 0        |
| 6  | 沢田二郎                      | 日本         | 1955年8月25日 - 1955年12月3日          | 0        |
| 7  | レオ・アロンゾ                | フィリピン   | 1955年12月3日 - 1957年3月10日（剥奪）  | 2        |
| 8  | フラッシュ・エロルデ          | フィリピン   | 1957年4月27日 - 1957年6月23日          | 0        |
| 9  | オムサップ・ラエムファバー    | タイ         | 1957年6月23日 - 1957年11月20日         | 0        |
| 10 | 大川寛                        | 日本         | 1957年11月20日 - 1958年3月2日          | 1        |
| 11 | フラッシュ・エロルデ（2期目） | フィリピン   | 1958年3月2日 - 1962年4月30日           | 8        |
| 12 | 小坂照男                      | 日本         | 1962年4月30日 - 1962年8月4日           | 0        |
| 13 | フラッシュ・エロルデ（3期目） | フィリピン   | 1962年8月4日 - 1966年6月9日            | 5        |
| 14 | 沼田義明                      | 日本         | 1966年6月9日 - 1966年7月4日（返上）    | 0        |
| 15 | ペドロ・アディグ              | フィリピン   | 1966年12月17日 - 1969年1月6日（返上）  | 3        |
| 16 | ジャガー柿沢                  | 日本         | 1969年2月24日 - 1970年3月15日          | 1        |
| 17 | 趙永喆                        | 韓国         | 1970年3月15日 - 1970年10月17日         | 0        |
| 18 | 門田新一                      | 日本         | 1970年10月17日 - 1972年1月16日         | 3        |
| 19 | ガッツ石松                    | 日本         | 1972年1月16日 - 1974年4月17日（返上）  | 2        |
| 20 | フレッド・パスター            | フィリピン   | 1974年7月19日 - 1975年2月21日          | 0        |
| 21 | 柏葉守人                      | 日本         | 1975年2月21日 - 1976年3月15日（返上）  | 0        |
| 22 | 呉英縞                        | 韓国         | 1976年4月25日 - 1981年4月10日          | 7        |
| 23 | 金光文                        | 韓国         | 1981年4月10日 - 1982年2月28日          | 1        |
| 24 | 金得九                        | 韓国         | 1982年2月28日 - 1982年11月13日（返上） | 3        |
| 25 | ローランド・アルデミール      | フィリピン   | 1983年3月7日 - 1983年10月16日          | 1        |
| 26 | ジュアリ                      | インドネシア | 1983年10月16日 - 1984年9月23日         | 2        |
| 27 | ジョンジョン・パクイン        | フィリピン   | 1984年9月23日 - 1985年7月7日           | 1        |
| 28 | 浜田剛史                      | 日本         | 1985年7月7日 - 1986年7月（返上）       | 1        |
| 29 | サカド・ペッチジンディー      | タイ         | 1986年10月28日 - 1988年2月28日         | 2        |
| 30 | 朴奉春                        | 韓国         | 1988年2月28日 - 1989年6月19日          | 1        |
| 31 | 大友厳                        | 日本         | 1989年6月19日 - 1992年5月11日          | 5        |
| 32 | オルズベック・ナザロフ        | キルギス     | 1992年5月11日 - 1993年9月21日（返上）  | 5        |
| 33 | アドリアヌス・タロケ          | インドネシア | 1994年1月7日 - 1996年2月（返上）       | 2        |
| 34 | 坂本博之                      | 日本         | 1996年3月3日 - 1997年1月20日（返上）   | 2        |
| 35 | 白鐘権                        | 韓国         | 1997年3月13日 - 1999年9月（返上）      | 2        |
| 36 | 渡辺雄二                      | 日本         | 2000年4月10日 - 2000年10月2日          | 0        |
| 37 | 柳昇呼                        | 韓国         | 2000年10月2日 - 2001年6月（返上）      | 0        |
| 38 | デニス・ローレンテ            | フィリピン   | 2001年11月23日 - 2005年3月5日          | 3        |
| 39 | 稲田千賢                      | 日本         | 2005年3月5日 - 2006年3月29日（返上）   | 2        |
| 40 | ランディ・スイコ              | フィリピン   | 2006年10月14日 - 2008年12月20日        | 2        |
| 41 | 石井一太郎                    | 日本         | 2008年12月20日 - 2009年1月16日（返上） | 0        |
| 42 | 長嶋建吾                      | 日本         | 2009年3月29日 - 2010年1月16日          | 1        |
| 43 | 三垣龍次                      | 日本         | 2010年1月16日 - 2011年8月（返上）      | 1        |
| 44 | 荒川仁人                      | 日本         | 2011年10月4日 - 2013年3月7日（返上）   | 2        |
| 45 | 加藤善孝                      | 日本         | 2013年5月4日 - 2014年1月11日           | 1        |
| 46 | 中谷正義                      | 日本         | 2014年1月11日 - 2019年8月2日（返上）   | 11       |
| 47 | 吉野修一郎                    | 日本         | 2019年10月10日 - 2023年3月16日（返上） | 2        |
| 48 | 鈴木雅弘                      | 日本         | 2024年1月20日 - 2024年7月19日          | 0        |
| 49 | 宇津木秀                      | 日本         | 2024年7月19日 - 現在                   | 1        |

## スーパーライト級
| 代 | 名前                 | 国籍           | 在位期間                              | 防衛回数 |
| -- | -------------------- | -------------- | ------------------------------------- | -------- |
| 初 | バート・ソモジオ     | フィリピン     | 1960年5月7日 - 1964年6月22日          | 5        |
| 2  | 渡辺亮               | 日本           | 1964年6月22日 - 1966年6月20日         | 1        |
| 3  | ロッキー・アラーデ   | フィリピン     | 1966年6月20日 - 1966年9月29日         | 0        |
| 4  | 藤猛                 | アメリカ合衆国 | 1966年9月29日 - 1968年2月29日（返上） | 1        |
| 5  | ラリー・フラビアノ   | フィリピン     | 1968年6月18日 - 1969年1月22日         | 0        |
| 6  | 荻原繁               | 日本           | 1969年1月22日 - 1969年4月12日         | 0        |
| 7  | 辛春教               | 韓国           | 1969年4月12日 - 1970年9月2日          | 1        |
| 8  | ライオン古山         | 日本           | 1970年9月2日 - 1971年5月29日          | 1        |
| 9  | 李昌吉               | 韓国           | 1971年5月29日 - 1973年1月16日（剥奪） | 5        |
| 10 | ペドロ・アデグ       | フィリピン     | 1973年7月25日 - 1973年9月27日         | 0        |
| 11 | 李昌吉（2期目）      | 韓国           | 1973年9月27日 - 1975年7月28日         | 4        |
| 12 | ウォンソ・スセノ     | インドネシア   | 1975年7月28日 - 1977年9月29日         | 2        |
| 13 | モイセス・カントハ   | フィリピン     | 1977年9月29日 - 1978年9月23日         | 0        |
| 14 | 金相賢               | 韓国           | 1978年9月23日 - 1979年6月（返上）     | 0        |
| 15 | 具相模               | 韓国           | 1979年8月3日 - 1980年8月15日          | 0        |
| 16 | トーマス・アメリコ   | インドネシア   | 1980年8月15日 - 1981年4月24日（返上） | 0        |
| 17 | 金相賢（2期目）      | 韓国           | 1981年4月25日 - 1983年8月30日（返上） | 4        |
| 18 | 金応植               | 韓国           | 1983年9月4日 - 1985年10月1日          | 5        |
| 19 | 安京徳               | 韓国           | 1985年10月1日 - 1986年10月30日        | 1        |
| 20 | 李相縞               | 韓国           | 1986年10月30日 - 1988年1月（返上）    | 1        |
| 21 | 姜哲                 | 韓国           | 1988年3月5日 - 1988年12月4日          | 0        |
| 22 | 伊藤直樹             | 日本           | 1988年12月4日 - 1989年7月19日         | 1        |
| 23 | 池文寛               | 韓国           | 1989年7月19日 - 1991年6月22日         | 3        |
| 24 | 金平燮               | 韓国           | 1991年6月22日 - 1992年2月29日         | 0        |
| 25 | モーリス・イースト   | フィリピン     | 1992年2月29日 - 1992年7月（返上）     | 0        |
| 26 | 朴慶鉉               | 韓国           | 1992年10月24日 - 1993年11月13日       | 1        |
| 27 | 朴元                 | 韓国           | 1993年11月13日 - 1995年4月（返上）    | 3        |
| 28 | 劉鐘勲               | 韓国           | 1995年6月11日 - 1997年8月（返上）     | 6        |
| 29 | 金鐘吉               | 韓国           | 1998年11月28日 - 1999年12月19日       | 2        |
| 30 | 佐竹政一             | 日本           | 1999年12月19日 - 2004年10月18日       | 9        |
| 31 | 金正範               | 韓国           | 2004年10月18日 - 2010年1月            | 5        |
| 32 | ランディ・スイコ     | フィリピン     | 2010年5月1日 - 2010年7月20日          | 0        |
| 33 | 佐々木基樹           | 日本           | 2010年7月20日 - 2011年（返上）        | 2        |
| 34 | ロメオ・ジャコサレム | フィリピン     | 2011年12月10日 - 2012年5月28日        | 0        |
| 35 | 金民旭               | 韓国           | 2012年5月28日 - 2014年（返上）        | 4        |
| 36 | 小原佳太             | 日本           | 2014年4月14日 - 2016年1月10日（返上） | 2        |
| 37 | アル・リベラ         | フィリピン     | 2016年2月11日 - 2017年3月（返上）     | 1        |
| 38 | ハイゼム・ラモーズ   | オーストラリア | 2017年3月26日 - 2017年5月（返上）     | 0        |
| 39 | ダラフ・フォーリー   | オーストラリア | 2017年7月13日 - 2017年10月（返上）    | 0        |
| 40 | 内藤律樹             | 日本           | 2018年1月13日 - 2021年12月14日        | 4        |
| 41 | 麻生興一             | 日本           | 2021年12月14日 - 2022年6月14日        | 0        |
| 42 | 近藤明広             | 日本           | 2022年6月14日 - 2022年12月5日         | 0        |
| 43 | 永田大士             | 日本           | 2022年12月5日 - 2025年6月10日         | 2        |
| 44 | 金周榮               | 韓国           | 2025年6月10日 -                       |          |

## ウェルター級
| 代 | 名前                          | 国籍           | 在位期間                                | 防衛回数 |
| -- | ----------------------------- | -------------- | --------------------------------------- | -------- |
| 初 | ソムデス・ヨントラキット      | タイ           | 1953年1月4日 - 1957年11月20日           | 7        |
| 2  | 福地健治                      | 日本           | 1957年11月20日 - 1961年12月16日         | 4        |
| 3  | フィル・ラバロ                | フィリピン     | 1961年12月16日 - 1962年7月2日           | 0        |
| 4  | 福地健治（2期目）             | 日本           | 1962年7月2日 - 1963年2月26日（返上）    | 0        |
| 5  | 高橋美徳                      | 日本           | 1963年8月26日 - 1964年5月8日            | 0        |
| 6  | エリセオ・アランダ            | フィリピン     | 1964年5月8日 - 1965年1月7日             | 0        |
| 7  | アピデス・シチラン            | タイ           | 1965年1月7日 - 1967年1月8日             | 1        |
| 8  | ムサシ中野                    | 日本           | 1967年1月8日 - 1969年4月28日（返上）    | 4        |
| 9  | 南久雄                        | 日本           | 1969年5月21日 - 1970年4月1日            | 0        |
| 10 | 任炳模                        | 韓国           | 1970年4月1日 - 1970年10月28日           | 0        |
| 11 | 龍反町                        | 日本           | 1970年10月28日 - 1979年3月26日          | 11       |
| 12 | 李萬徳                        | 韓国           | 1979年3月26日 - 1979年11月16日          | 1        |
| 13 | ダン・デ・グスマン            | フィリピン     | 1979年11月16日 - 1980年2月29日          | 0        |
| 14 | 黄忠載                        | 韓国           | 1980年2月29日 - 1982年4月18日           | 13       |
| 15 | 黄俊錫                        | 韓国           | 1982年4月18日 - 1987年2月15日           | 13       |
| 16 | 李承純                        | 韓国           | 1987年2月15日 - 1987年3月29日           | 0        |
| 17 | 鄭栄吉                        | 韓国           | 1987年3月29日 - 1988年6月（返上）       | 2        |
| 18 | 尾崎富士雄                    | 日本           | 1988年7月7日 - 1989年11月（返上）       | 2        |
| 19 | 曺容培                        | 韓国           | 1990年3月10日 - 1990年9月1日            | 0        |
| 20 | 朴政吾                        | 韓国           | 1990年9月1日 - 1995年3月（返上）        | 12       |
| 21 | 朴奉寛                        | 韓国           | 1995年4月29日 - 1995年11月28日          | 0        |
| 22 | 吉野弘幸                      | 日本           | 1995年11月28日 - 1996年12月3日          | 2        |
| 23 | 尹錫玄                        | 韓国           | 1996年12月3日 - 1998年9月25日           | 1        |
| 24 | シャノン・テーラー            | オーストラリア | 1998年9月25日 - 2000年1月（返上）       | 0        |
| 25 | 尹錫玄（2期目）               | 韓国           | 2000年8月22日 - 2001年1月26日           | 0        |
| 26 | レブ・サンティリャン          | フィリピン     | 2001年1月26日 - 2002年10月14日          | 3        |
| 27 | 渡辺博                        | 日本           | 2002年10月14日 - 2004年4月25日          | 2        |
| 28 | レブ・サンティリャン（2期目） | フィリピン     | 2004年4月25日 - 2005年3月19日           | 1        |
| 29 | 日高和彦                      | 日本           | 2005年3月19日 - 2005年12月3日           | 1        |
| 30 | レブ・サンティリャン（3期目） | フィリピン     | 2005年12月3日 - 2006年4月20日           | 0        |
| 31 | 山口裕司                      | 日本           | 2006年4月20日 - 2006年9月18日           | 0        |
| 32 | 丸元大成                      | 日本           | 2006年9月18日 - 2007年7月14日           | 1        |
| 33 | レブ・サンティリャン（4期目） | フィリピン     | 2007年7月14日 - 2008年2月16日           | 0        |
| 34 | 佐々木基樹                    | 日本           | 2008年2月16日 - 2009年9月（返上）       | 3        |
| 35 | オエワレ・オモトソ            | オーストラリア | 2009年11月27日 - 2010年10月19日（返上） | 0        |
| 36 | 井上庸                        | 日本           | 2010年12月6日 - 2011年4月11日           | 0        |
| 37 | 渡部あきのり                  | 日本           | 2011年4月11日 - 2013年7月30日（返上）   | 5        |
| 38 | 亀海喜寛                      | 日本           | 2013年12月7日 - 2015年7月7日（返上）    | 1        |
| 39 | ジャック・ブルベイカー        | オーストラリア | 2015年8月19日 - 2017年10月（返上）      | 3        |
| 40 | ベン・サブバ                  | オーストラリア | 2017年11月 - 2019年12月（返上）         | 1        |
| 41 | 長濱陸                        | 日本           | 2020年2月27日 - 2021年1月16日           | 0        |
| 42 | 豊嶋亮太                      | 日本           | 2021年1月16日 - 2021年12月4日（返上）   | 2        |
| 43 | 佐々木尽                      | 日本           | 2024年5月16日 - 2025年 (返上)           | 2        |
| 44 | 田中空 (ボクサー)             | 日本           | 2025年6月19日 -                         |          |

### 暫定王座
| 名前     | 国籍 | 在位期間                      | 防衛回数 |
| -------- | ---- | ----------------------------- | -------- |
| 高山樹延 | 日本 | 2016年2月23日 - 2016年7月25日 | 0        |

## スーパーウェルター級
| 代 | 名前                          | 国籍           | 在位期間                                | 防衛回数 |
| -- | ----------------------------- | -------------- | --------------------------------------- | -------- |
| 初 | 康世哲                        | 韓国           | 1960年11月20日 - 1961年11月13日         | 1        |
| 2  | ケヨワン・ヨントラキット      | タイ           | 1961年11月13日 - 1963年11月17日         | 0        |
| 3  | 川上林成                      | 日本           | 1963年11月17日 - 1965年11月8日（返上）  | 2        |
| 4  | 李アンサノ                    | 韓国           | 1966年3月13日 - 1969年5月10日           | 2        |
| 5  | 溝口宗男                      | 日本           | 1969年5月10日 - 1969年10月20日（返上）  | 0        |
| 6  | 金沢英雄                      | 日本           | 1969年11月13日 - 1975年2月23日          | 8        |
| 7  | 林載根                        | 韓国           | 1975年2月23日 - 1976年11月20日          | 4        |
| 8  | 羽草勉                        | 日本           | 1976年11月20日 - 1977年11月12日         | 1        |
| 9  | 朱虎                          | 韓国           | 1977年11月12日 - 1978年9月1日（剥奪）   | 3        |
| 10 | 林載根                        | 韓国           | 1978年9月2日 - 1979年4月26日（剥奪）    | 2        |
| 11 | 三原正                        | 日本           | 1979年4月26日 - 1981年11月20日（返上）  | 6        |
| 12 | 白仁鉄                        | 韓国           | 1981年12月27日 - 1984年7月（剥奪）      | 7        |
| 13 | 白仁鉄（2期目）               | 韓国           | 1984年7月23日 - 1987年3月（剥奪）       | 6        |
| 14 | カーロス・エリオット          | アメリカ合衆国 | 1987年4月2日 - 1988年7月2日             | 1        |
| 15 | フランシスコ・リスボア        | インドネシア   | 1988年7月2日 - 1988年12月1日            | 0        |
| 16 | カーロス・エリオット（2期目） | アメリカ合衆国 | 1988年12月1日 - 1991年1月（返上）       | 2        |
| 17 | 鄭栄吉                        | 韓国           | 1991年2月3日 - 1991年12月25日           | 6        |
| 18 | アルマン・ピカール            | フィリピン     | 1991年12月25日 - 1994年3月（返上）      | 0        |
| 19 | 金昌澤                        | 韓国           | 1994年5月14日 - 1995年9月6日            | 2        |
| 20 | アーニー・アータンゴ          | オーストラリア | 1995年9月6日 - 1998年2月（返上）        | 1        |
| 21 | 宋国烈                        | 韓国           | 1997年 - 2001年3月1日                   | 3        |
| 22 | 石田順裕                      | 日本           | 2001年3月1日 - 2001年5月13日            | 0        |
| 23 | 竹地盛治                      | 日本           | 2001年5月13日 - 2001年8月（返上）       | 0        |
| 24 | ナデール・ハムダン            | オーストラリア | 2001年10月20日 - 2003年4月（返上）      | 2        |
| 25 | クレイジー・キム              | 韓国           | 2003年7月15日 - 2007年7月24日（返上）   | 3        |
| 26 | 日高和彦                      | 日本           | 2007年10月29日 - 2009年6月20日          | 2        |
| 27 | 野中悠樹                      | 日本           | 2009年6月20日 - 2009年11月1日           | 0        |
| 28 | 柴田明雄                      | 日本           | 2009年11月1日 - 2010年3月25日           | 0        |
| 29 | チャーリー太田                | アメリカ合衆国 | 2010年3月25日 - 2014年1月28日（返上）   | 8        |
| 30 | 沼田康司                      | 日本           | 2014年8月18日 - 2014年10月19日（返上）  | 0        |
| 31 | デニス・ローレンテ            | フィリピン     | 2014年12月18日 - 2015年11月22日         | 0        |
| 32 | 細川貴之                      | 日本           | 2015年11月22日 - 2016年11月23日         | 1        |
| 33 | 大石豊                        | 日本           | 2016年11月23日 - 2017年4月22日          | 0        |
| 34 | ラーチャシー・シッサイトーン  | タイ           | 2017年4月22日 - 2017年11月10日          | 1        |
| 35 | 井上岳志                      | 日本           | 2017年11月10日 - 2018年12月18日（返上） | 0        |
| 36 | 李鄭敬                        | 韓国           | 2019年1月19日 - 2019年8月11日           | 0        |
| 37 | 渡部あきのり                  | 日本           | 2019年8月11日 - 2020年10月14日（返上）  | 1        |
| 38 | 井上岳志（2期目）             | 日本           | 2022年11月5日 - 2024年12月23日（返上）  | 3        |

### 暫定王座
| 名前             | 国籍           | 在位期間                                                   | 防衛回数 |
| ---------------- | -------------- | ---------------------------------------------------------- | -------- |
| 金昌澤           | 韓国           | 1997年2月5日 - 1997年6月27日                               | 0        |
| 宋国烈           | 韓国           | 1997年6月27日 - 1997年                                     | 0        |
| 竹地盛治         | 日本           | 2000年8月21日 - 2001年5月13日 (王座統一により正規王座認定) | 1        |
| ダニエル・ゲール | オーストラリア | 2005年10月22日 - 2007年2月（返上）                         | 1        |

## ミドル級
| 代 | 名前                              | 国籍           | 在位期間                               | 防衛回数 |
| -- | --------------------------------- | -------------- | -------------------------------------- | -------- |
| 初 | 辰巳八郎                          | 日本           | 1954年3月22日 - 1955年4月20日          | 1        |
| 2  | ソムデス・ヨントラキット          | タイ           | 1955年4月20日 - 1955年4月（返上）      | 0        |
| 3  | 辰巳八郎（2期目）                 | 日本           | 1955年12月3日 - 1956年1月8日           | 0        |
| 4  | 大貫照雄                          | 日本           | 1956年1月8日 - 1956年4月9日            | 0        |
| 5  | 辰巳八郎（3期目）                 | 日本           | 1956年4月9日 - 1957年6月1日            | 1        |
| 6  | ダウソン・シンガバロップ          | タイ           | 1957年6月1日 - 1959年5月17日（剥奪）   | 0        |
| 7  | ダウソン・シンガバロップ（2期目） | タイ           | 1959年7月23日 - 1959年11月16日         | 0        |
| 8  | 海津文雄                          | 日本           | 1959年11月16日 - 1961年7月13日         | 3        |
| 9  | サマート・ソンデン                | タイ           | 1961年7月13日 - 1961年10月17日         | 0        |
| 10 | 海津文雄（2期目）                 | 日本           | 1961年10月17日 - 1964年1月20日         | 3        |
| 11 | 権藤正雄                          | 日本           | 1964年1月20日 - 1964年8月3日           | 0        |
| 12 | 海津文雄（3期目）                 | 日本           | 1964年8月3日 - 1965年1月10日           | 0        |
| 13 | 金基洙                            | 韓国           | 1965年1月10日 - 1968年11月20日         | 5        |
| 14 | 南久雄                            | 日本           | 1968年11月20日 - 1969年3月1日          | 5        |
| 15 | 金基洙（2期目）                   | 韓国           | 1969年3月1日 - 1969年8月5日（返上）    | 0        |
| 16 | 崔成甲                            | 韓国           | 1969年9月27日 - 1970年1月10日          | 1        |
| 17 | 李今沢                            | 韓国           | 1970年1月10日 - 1971年1月6日           | 1        |
| 18 | カシアス内藤                      | 日本           | 1971年1月6日 - 1971年7月24日           | 0        |
| 19 | 柳済斗                            | 韓国           | 1971年7月24日 - 1979年7月24日（返上）  | 21       |
| 20 | 朴鐘八                            | 韓国           | 1979年8月22日 - 1983年5月9日           | 15       |
| 21 | 羅慶民                            | 韓国           | 1983年5月9日- 1983年9月4日             | 0        |
| 22 | 朴鐘八（2期目）                   | 韓国           | 1983年9月4日 - 1984年8月（返上）       | 0        |
| 23 | 羅慶民（2期目）                   | 韓国           | 1984年12月2日- 1985年10月5日           | 1        |
| 24 | ポーリー・パシレロン              | インドネシア   | 1985年10月5日 - 1986年1月25日          | 0        |
| 25 | 金福烈                            | 韓国           | 1986年1月25日 - 1986年5月2日           | 0        |
| 26 | スワルノ                          | インドネシア   | 1986年5月2日 - 1987年5月31日           | 1        |
| 27 | ポーリー・パシレロン              | インドネシア   | 1987年5月31日 - 1988年2月（返上）      | 1        |
| 28 | 白仁鉄                            | 韓国           | 1988年4月17日 - 1989年6月（返上）      | 1        |
| 29 | 田島吉秋                          | 日本           | 1989年8月21日 - 1989年12月（返上）     | 0        |
| 30 | 姜乗仁                            | 韓国           | 1990年6月9日 - 1991年7月20日（剥奪）   | 2        |
| 31 | 宋基淵                            | 韓国           | 1991年10月19日 - 1993年1月16日（返上） | 1        |
| 32 | 竹原慎二                          | 日本           | 1993年5月24日 - 1996年1月（返上）      | 6        |
| 33 | 金終模                            | 韓国           | 1996年3月23日 - 1996年9月20日          | 1        |
| 34 | ケビン・パーマー                  | アメリカ合衆国 | 1996年9月20日 - 2001年8月1日           | 6        |
| 35 | 保住直孝                          | 日本           | 2001年8月1日 - 2002年7月（返上）       | 1        |
| 36 | 豊住徳太郎                        | 日本           | 2003年2月22日 - 2003年9月7日           | 0        |
| 37 | サム・ソリマン                    | オーストラリア | 2003年9月7日 - 2004年5月（返上）       | 1        |
| 38 | サキオ・ビカ                      | オーストラリア | 2004年10月18日 - 2006年4月（返上）     | 1        |
| 39 | プラディープ・シン                | オーストラリア | 2006年7月28日 - 2007年1月（返上）      | 0        |
| 40 | 佐藤幸治                          | 日本           | 2007年3月17日 - 2009年3月（返上）      | 4        |
| 41 | 鈴木哲也                          | 日本           | 2009年8月2日 - 2009年12月13日          | 0        |
| 42 | 佐藤幸治（2期目）                 | 日本           | 2009年12月13日 - 2011年12月12日        | 3        |
| 43 | 淵上誠                            | 日本           | 2011年12月12日 - 2012年5月（返上）     | 1        |
| 44 | 淵上誠（2期目）                   | 日本           | 2012年10月12日 - 2013年5月4日          | 0        |
| 45 | 柴田明雄                          | 日本           | 2013年5月4日 - 2016年3月11日           | 5        |
| 46 | 西田光                            | 日本           | 2016年3月11日 - 2016年6月7日           | 0        |
| 47 | ドゥワイト・リッチー              | オーストラリア | 2016年6月7日 - 2016年11月23日          | 0        |
| 48 | 太尊康輝                          | 日本           | 2016年11月23日 - 2017年12月3日         | 2        |
| 49 | 秋山泰幸                          | 日本           | 2017年12月3日 - 2018年9月26日          | 0        |
| 50 | 細川チャーリー忍                  | 日本           | 2018年9月26日 - 2019年2月24日          | 0        |
| 51 | 野中悠樹                          | 日本           | 2019年2月24日 - 2019年6月10日（返上）  | 0        |
| 52 | 細川チャーリー忍（2期目）         | 日本           | 2019年10月11日 - 2020年1月18日         | 0        |
| 53 | 竹迫司登                          | 日本           | 2020年1月18日 - 2023年4月15日（返上）  | 1        |
| 54 | 竹迫司登（2期目）                 | 日本           | 2023年10月7日 - 2024年5月11日          | 0        |
| 55 | テイジ・プラタップ・シン          | オーストラリア | 2024年5月11日 - 現在                   | 0        |

### 暫定王座
| 名前     | 国籍 | 在位期間                       | 防衛回数 |
| -------- | ---- | ------------------------------ | -------- |
| 荒木慶大 | 日本 | 2005年7月18日 - 2005年11月22日 | 0        |

## スーパーミドル級
| 代 | 名前                         | 国籍           | 在位期間                              | 防衛回数 |
| -- | ---------------------------- | -------------- | ------------------------------------- | -------- |
| 初 | ロッド・カー                 | オーストラリア | 1988年8月4日 - 1991年12月（返上）     | 1        |
| 2  | ロッド・カー（2期目）        | オーストラリア | 1992年9月4日 - 1993年6月（返上）      | 0        |
| 3  | 姜乗仁                       | 韓国           | 1993年9月12日 - 1995年5月7日          | 2        |
| 4  | ダレン・オバー               | オーストラリア | 1995年5月7日 - 1996年3月7日           | 0        |
| 5  | 崔龍碩                       | 韓国           | 1996年3月7日 - 1999年5月25日          | 2        |
| 6  | 西澤ヨシノリ                 | 日本           | 1999年5月25日 - 2000年3月28日         | 1        |
| 7  | ガイ・ウォーターズ           | オーストラリア | 2000年3月28日 - 2001年1月（剥奪）     | 0        |
| 8  | 西澤ヨシノリ（2期目）        | 日本           | 2001年6月19日 - 2003年5月26日（返上） | 1        |
| 9  | ダニー・グリーン             | オーストラリア | 2003年6月2日 - 2003年7月（返上）      | 0        |
| 10 | 西澤ヨシノリ（3期目）        | 日本           | 2004年4月20日 - 2004年12月（返上）    | 1        |
| 11 | ナデール・ハムダン           | オーストラリア | 2004年12月10日 - 2005年6月（返上）    | 0        |
| 12 | ピーター・ミトレフスキー     | オーストラリア | 2005年10月18日 - 2006年9月（返上）    | 0        |
| 13 | デール・ウェスターマン       | オーストラリア | 2006年10月8日 - 2007年2月（返上）     | 0        |
| 14 | ウェイン・パーカー・ジュニア | オーストラリア | 2007年10月12日 - 2008年10月13日       | 0        |
| 15 | 清田祐三                     | 日本           | 2008年10月13日 - 2013年（返上）       | 5        |
| 16 | 清田祐三（2期目）            | 日本           | 2013年12月10日 - 2016年4月12日        | 3        |
| 17 | 松本晋太郎                   | 日本           | 2016年4月12日 - 2016年10月17日        | 0        |
| 18 | ジェイド・ミッチェル         | オーストラリア | 2016年10月17日 - 2019年12月（返上）   | 2        |
| 19 | 野中悠樹                     | 日本           | 2024年4月6日 - 現在                   | 0        |

### 暫定王座
| 名前             | 国籍 | 在位期間                                                    | 防衛回数 |
| ---------------- | ---- | ----------------------------------------------------------- | -------- |
| クレイジー・キム | 日本 | 2007年11月20日 - 2007年11月27日（返上）                     | 0        |
| 清田祐三         | 日本 | 2008年4月26日 - 2008年10月13日 (王座統一により正規王座認定) | 1        |

## ライトヘビー級
| 代 | 名前                       | 国籍             | 在位期間                               | 防衛回数 |
| -- | -------------------------- | ---------------- | -------------------------------------- | -------- |
| 初 | 李洙恒                     | 韓国             | 1982年7月25日 - 1983年7月23日          | 0        |
| 2  | ゲリー・バブル             | オーストラリア   | 1983年7月23日 - 1987年2月5日           | 2        |
| 3  | ガイ・ウォーターズ         | オーストラリア   | 1987年2月5日 - 1987年7月（返上）       | 0        |
| 4  | ダグ・サム                 | オーストラリア   | 1987年8月3日 - 1988年4月28日           | 0        |
| 5  | ジェフ・ハーディング       | オーストラリア   | 1988年4月28日 - 1989年7月（返上）      | 0        |
| 6  | 閔丙用                     | 韓国             | 1989年10月29日 - 1991年6月22日         | 1        |
| 7  | 李旺燮                     | 韓国             | 1991年6月22日 - 1995年7月（返上）      | 5        |
| 8  | 寺地永                     | 日本             | 1996年4月27日 - 2001年10月17日（返上） | 4        |
| 9  | ポール・ブリッグス         | オーストラリア   | 2002年3月4日 - 2004年2月（返上）       | 3        |
| 10 | デール・ウェスターマン     | オーストラリア   | 2004年10月2日 - 2006年4月（返上）      | 3        |
| 11 | 西澤ヨシノリ               | 日本             | 2006年11月21日 - 2007年1月30日         | 0        |
| 12 | ヒース・ステントン         | オーストラリア   | 2007年1月30日 - 2007年7月17日          | 0        |
| 13 | クレイジー・キム           | 日本             | 2007年7月17日 - 2008年7月30日（剥奪）  | 0        |
| 14 | ティム・ベル               | オーストラリア   | 2008年10月5日 - 2010年（返上）         | 1        |
| 15 | ジェームソン・ボスティック | ニュージーランド | 2010年10月11日 - 2011年（返上）        | 0        |
| 16 | ブレイク・キャパレロ       | オーストラリア   | 2011年8月5日 - 2011年（返上）          | 0        |
| 17 | トガシリマイ・レトア       | サモア           | 2012年3月30日 - 2013年1月（返上）      | 0        |
| 18 | アーロン・ライ             | オーストラリア   | 2017年2月25日 - 2019年9月20日          | 2        |
| 19 | リーガン・デサイクス       | オーストラリア   | 2019年9月20日 - 2019年（返上）         | 0        |
| 20 | マキシム・サゾノフ         | ロシア           | 2025年8月4日 - 現在                    | 0        |

## クルーザー級
| 代 | 名前                     | 国籍             | 在位期間                            | 防衛回数 |
| -- | ------------------------ | ---------------- | ----------------------------------- | -------- |
| 初 | ケビン・ワグスタッフ     | オーストラリア   | 1984年6月1日 - 1987年4月30日        | 0        |
| 2  | デーブ・ラッセル         | オーストラリア   | 1987年4月30日 - 1988年7月3日        | 0        |
| 3  | アポロ・スウィート       | オーストラリア   | 1988年7月3日 - 1991年12月（返上）   | 4        |
| 4  | ゲーリー・ウィルス       | オーストラリア   | 1992年6月21日 - 1994年1月（返上）   | 0        |
| 5  | フィル・グレゴリー       | オーストラリア   | 1994年2月23日 - 1996年6月（返上）   | 0        |
| 6  | 西島洋介                 | 日本             | 1996年10月5日 - 1998年2月（返上）   | 0        |
| 7  | モセセ・ソロビ           | フィジー         | 1998年10月23日 - 1999年8月（返上）  | 0        |
| 8  | アダム・ワット           | オーストラリア   | 1999年9月17日 - 2000年7月（返上）   | 1        |
| 9  | ロマン・コワルチャク     | ウクライナ       | 2000年11月7日 - 2002年10月（返上）  | 1        |
| 10 | グレン・ケリー           | オーストラリア   | 2003年4月13日 - 2005年3月（返上）   | 1        |
| 11 | ナーミン・サバノビッチ   | オーストラリア   | 2005年10月14日 - 2006年12月13日     | 1        |
| 12 | 高橋良輔                 | 日本             | 2006年12月13日 - 2007年6月11日      | 0        |
| 13 | ドミニク・ベア           | オーストラリア   | 2007年6月11日 - 2010年（返上）      | 2        |
| 14 | ブラッド・ピット         | オーストラリア   | 2011年11月18日 - 2014年4月9日       | 1        |
| 15 | ディビッド・アロウア     | ニュージーランド | 2014年4月9日 - 2014年11月22日       | 0        |
| 16 | アンソニー・マクラッケン | オーストラリア   | 2014年11月22日 - 2016年12月（返上） | 1        |
| 17 | ジェイ・オペタイア       | オーストラリア   | 2017年7月15日 - 2019年12月（返上）  | 0        |

## ヘビー級
| 代 | 名前                        | 国籍             | 在位期間                               | 防衛回数 |
| -- | --------------------------- | ---------------- | -------------------------------------- | -------- |
| 初 | メイク・ハウモナ            | オーストラリア   | 1982年11月30日 - 1984年7月14日         | 0        |
| 2  | スティーブ・アクセル        | オーストラリア   | 1984年7月14日 - 1985年2月15日          | 0        |
| 3  | デーブ・ラッセル            | オーストラリア   | 1985年2月15日 - 1985年10月（剥奪）     | 0        |
| 4  | ディーン・ウォーターズ      | オーストラリア   | 1986年3月15日 - 1987年8月（返上）      | 0        |
| 5  | ケビン・バリー              | オーストラリア   | 1987年10月2日 - 1988年12月（返上）     | 0        |
| 6  | マーク・サリス              | オーストラリア   | 1989年3月21日 - 1989年9月（返上）      | 0        |
| 7  | ジミー・サンダー            | オーストラリア   | 1989年10月20日 - 1991年1月（返上）     | 0        |
| 8  | ジャスティン・フォーチュン  | オーストラリア   | 1992年5月8日 - 1994年2月（返上）       | 0        |
| 9  | ビンス・セルビ              | オーストラリア   | 1996年4月25日 - 1996年11月（返上）     | 0        |
| 10 | ジェームス・グリマ          | オーストラリア   | 1997年4月2日 - 1998年2月（返上）       | 0        |
| 11 | トアキパ・タセファ          | ニュージーランド | 1998年10月31日 - 2000年8月（返上）     | 1        |
| 12 | コリン・ウィルソン          | オーストラリア   | 2000年10月20日 - 2001年1月（剥奪）     | 0        |
| 13 | オケロ・ピーター            | ウガンダ         | 2001年3月31日 - 2006年9月（返上）      | 9        |
| 14 | アレックス・リーパイ        | サモア           | 2007年11月30日 - 2008年6月27日         | 1        |
| 15 | コリン・ウィルソン（2期目） | オーストラリア   | 2008年6月27日 - 2008年9月5日           | 0        |
| 16 | ネイサン・ブリッグス        | オーストラリア   | 2008年9月5日 - 2009年3月13日           | 0        |
| 17 | マイケル・カービー          | オーストラリア   | 2009年3月13日 - 2009年9月              | 0        |
| 18 | ソロモン・ハウモノ          | オーストラリア   | 2009年9月18日 - 2009年（返上）         | 0        |
| 19 | ソロモン・ハウモノ（2期目） | オーストラリア   | 2012年12月31日 - 2014年10月2日（剥奪） | 0        |
| 20 | ジョセフ・パーカー          | ニュージーランド | 2015年8月1日 - 2016年12月6日（返上）   | 2        |
| 21 | 藤本京太郎                  | 日本             | 2017年1月14日 - 2019年7月20日（返上）  | 4        |
| 22 | ジャスティス・フニ          | オーストラリア   | 2022年6月15日 - 2023年（返上）         | 1        |

## 女子アトム級
| 代 | 名前                       | 国籍 | 在位期間                             | 防衛回数 |
| -- | -------------------------- | ---- | ------------------------------------ | -------- |
| 初 | アマラー・ゴーキャットジム | タイ | 2010年1月22日 - 2015年（返上）       | 0        |
| 2  | 神田桃子                   | 日本 | 2015年6月12日 - 2016年3月1日         | 0        |
| 3  | 秋田屋まさえ               | 日本 | 2016年3月1日 - 2018年（返上）        | 1        |
| 4  | 松田恵里                   | 日本 | 2018年12月1日 - 2022年4月（剥奪）    | 1        |
| 5  | 松田恵里（2期目）          | 日本 | 2022年9月1日 - 2023年10月2日（返上） | 0        |
| 6  | 狩野ほのか                 | 日本 | 2023年12月26日 - 現在                | 1        |

## 女子ミニマム級
| 代 | 名前              | 国籍 | 在位期間                               | 防衛回数 |
| -- | ----------------- | ---- | -------------------------------------- | -------- |
| 初 | 藤岡奈穂子        | 日本 | 2010年9月24日 - 2011年（返上）         | 1        |
| 2  | 花形冴美          | 日本 | 2014年3月11日 - 2014年9月24日          | 0        |
| 3  | 小田美佳          | 日本 | 2014年9月24日 - 2016年3月1日           | 0        |
| 4  | 花形冴美（2期目） | 日本 | 2016年3月1日 - 2018年（返上）          | 1        |
| 5  | 塙英理加          | 日本 | 2018年11月28日 - 2019年2月20日（返上） | 0        |
| 6  | 廣本江瑠香        | 日本 | 2019年6月9日 - 2019年11月17日          | 0        |
| 7  | 葉月さな          | 日本 | 2019年11月17日 - 2021年3月（返上）     | 0        |
| 8  | 千本瑞規          | 日本 | 2021年6月7日 - 2024年5月（剥奪）       | 2        |
| 9  | 和田まどか        | 日本 | 2024年6月14日 - 現在                   | 1        |

## 女子ライトフライ級
| 代 | 名前       | 国籍 | 在位期間                              | 防衛回数 |
| -- | ---------- | ---- | ------------------------------------- | -------- |
| 初 | 菊地奈々子 | 日本 | 2009年6月26日 - 2010年12月（返上）    | 2        |
| 2  | 柴田直子   | 日本 | 2011年5月8日 - 2013年11月14日（返上） | 3        |
| 3  | 好川菜々   | 日本 | 2014年3月9日 - 2014年3月31日（返上）  | 0        |
| 4  | 竹中佳     | 日本 | 2014年4月4日 - 2016年7月12日（返上）  | 2        |
| 5  | 岩川美花   | 日本 | 2016年8月20日 - 2018年（返上）        | 0        |
| 6  | 緒方汐音   | 日本 | 2019年4月14日 - 2021年1月（返上）     | 0        |
| 7  | 成田佑美   | 日本 | 2021年8月11日 - 2024年11月（返上）    | 1        |
| 8  | 前田宝樹   | 日本 | 2024年12月16日 - 現在                 | 0        |

## 女子フライ級
| 代 | 名前                  | 国籍 | 在位期間                             | 防衛回数 |
| -- | --------------------- | ---- | ------------------------------------ | -------- |
| 初 | 四ヶ所麻美            | 日本 | 2009年10月12日 - 2011年5月16日       | 2        |
| 2  | 真道ゴー              | 日本 | 2011年5月16日 - 2013年5月（返上）    | 1        |
| 3  | 江畑佳代子            | 日本 | 2013年7月22日 - 2015年（返上）       | 0        |
| 4  | 古川夢乃歌            | 日本 | 2016年2月21日 - 2016年9月6日（返上） | 0        |
| 5  | チャオズ箕輪          | 日本 | 2016年12月13日 - 2021年（剥奪）      | 0        |
| 6  | チャオズ箕輪（2期目） | 日本 | 2021年12月2日 - 現在                 | 0        |

## 女子スーパーフライ級
| 代 | 名前         | 国籍 | 在位期間                              | 防衛回数 |
| -- | ------------ | ---- | ------------------------------------- | -------- |
| 初 | 藤本りえ     | 日本 | 2009年9月21日 - 2010年2月20日         | 0        |
| 2  | 山口直子     | 日本 | 2010年2月20日 - 2012年5月（返上）     | 4        |
| 3  | つのだのりこ | 日本 | 2012年11月12日 - 2013年4月10日        | 0        |
| 4  | 川西友子     | 日本 | 2013年4月10日 - 2014年9月30日（返上） | 2        |
| 5  | 小澤瑶生     | 日本 | 2015年4月3日 - 2017年（返上）         | 0        |
| 6  | ぬきてるみ   | 日本 | 2017年4月22日 - 2022年4月（返上）     | 0        |

## 女子バンタム級
| 代 | 名前              | 国籍 | 在位期間                                | 防衛回数 |
| -- | ----------------- | ---- | --------------------------------------- | -------- |
| 初 | 東郷理代          | 日本 | 2012年11月4日 - 2013年2月27日           | 0        |
| 2  | 三好喜美佳        | 日本 | 2013年2月27日 - 2013年10月22日          | 0        |
| 3  | 東郷理代（2期目） | 日本 | 2013年10月22日 - 2013年12月24日（返上） | 0        |
| 4  | 天海ツナミ        | 日本 | 2014年3月7日 - 2018年3月8日（返上）     | 0        |
| 5  | 平安山裕子        | 日本 | 2018年4月8日 - 2018年8月（返上）        | 0        |
| 6  | 吉田実代          | 日本 | 2018年8月20日 - 2019年6月（返上）       | 0        |
| 7  | 奥田朋子          | 日本 | 2020年1月28日 - 2020年12月（返上）      | 0        |
| 8  | 菊池真琴          | 日本 | 2022年6月23日 - 2023年6月（返上）       | 0        |

## 女子スーパーバンタム級
| 代 | 名前               | 国籍           | 在位期間                           | 防衛回数 |
| -- | ------------------ | -------------- | ---------------------------------- | -------- |
| 初 | スージー・ラマダン | オーストラリア | 2008年11月29日 - 2011年1月（返上） | 1        |
| 2  | 高野人母美         | 日本           | 2015年6月10日 - 2017年2月（返上）  | 0        |
| 3  | 後藤あゆみ         | 日本           | 2017年3月15日 - 2019年6月（剥奪）  | 0        |
| 4  | 菊池真琴           | 日本           | 2023年6月4日 - 現在                | 1        |

## 女子フェザー級
| 代 | 名前       | 国籍 | 在位期間                          | 防衛回数 |
| -- | ---------- | ---- | --------------------------------- | -------- |
| 初 | 三好喜美佳 | 日本 | 2016年6月7日 - 2018年7月23日      | 0        |
| 2  | 藤原芽子   | 日本 | 2018年7月23日 - 2024年4月（返上） | 2        |
| 3  | 大澤あねら | 日本 | 2025年6月26日 - 現在              | 0        |

## 女子スーパーフェザー級
| 代 | 名前       | 国籍 | 在位期間                         | 防衛回数 |
| -- | ---------- | ---- | -------------------------------- | -------- |
| 初 | 水谷智佳   | 日本 | 2010年3月9日 - 2016年3月6日      | 0        |
| 2  | 三好喜美佳 | 日本 | 2016年3月6日 - 2016年6月（返上） | 0        |

## 女子ライト級
| 代 | 名前       | 国籍 | 在位期間                              | 防衛回数 |
| -- | ---------- | ---- | ------------------------------------- | -------- |
| 初 | 風神ライカ | 日本 | 2010年9月24日 - 2014年1月24日（返上） | 0        |